# Kerma
Pour les articles homonymes, voir Kerma (homonymie).
Kerma est, actuellement, une petite ville du Soudan, située sur la rive Est du Nil, un peu au sud de la troisième cataracte et au centre de la Nubie antique. Cette région est nommée Haute-Nubie, entre les deuxième et quatrième cataractes, par rapport à la Basse-Nubie, plus au Nord, entre la première et deuxième cataracte, et le Soudan central autour de la sixième cataracte. Elle était la capitale du royaume de Kerma, ou royaume couchite, qui régna sur la Nubie entre −2500 environ, et −1480, sur 1 000 km du Nord au Sud.
Kerma est l'un des plus grands sites archéologiques de l'ancienne Nubie. Des décennies de fouilles et de recherches approfondies y ont mis au jour des milliers de tombes ainsi qu'un ensemble de quartiers résidentiels autour de la Deffufa, le temple principal. En tant que capitale et emplacement des sépultures royales, elle éclaire la structure sociale complexe de cet ancien royaume.
Les populations de Kerma parlaient des langues chamito-sémitiques de la branche couchitique,.
La pratique d'une fouille horizontale, sur une très faible épaisseur, a néanmoins permis de retrouver jusqu'à dix villes superposées.
À un kilomètre du site de Kerma, les archéologues, sous la direction de l'archéologue spécialiste du Soudan, Charles Bonnet, ont découvert le site de Doukki Gel dont les bâtiments approximativement circulaires et datés vers 1800 AEC soulèvent de nombreuses questions.

## Archéologie

### Fouilles
L'ancienne cité de Kerma, identifiée à proximité du site de Doukki Gel, était le centre de ce puissant royaume rival de l'Égypte, dont les textes des anciens Égyptiens signalent qu'il verrouillait l'accès aux routes commerciales permettant d'acheminer vers le royaume pharaonique les produits du reste de l'Afrique. C'était, à quelques kilomètres en amont de la Troisième cataracte, un endroit stratégique permettant de contrôler les communications le long de la vallée du Nil.
Les fouilles systématiques pratiquées dans les années 2000 par la mission archéologique de l'Université de Genève au Soudan confirment ce rôle et démontrent que la culture dont elle fut l'origine jeta les bases d'une civilisation proto-urbaine au cœur même du Soudan contemporain. L’égyptologue Charles Bonnet, accompagné de Louis Chaix et Matthieu Honegger y découvrent des statues de pharaons de la XXVe dynastie (qui régna bien plus tard sur l'Égypte) suggérant que les dirigeants napatéens reconnaissaient un lien historique fort entre leur capitale et Kerma. Malgré ses murs de protection, la ville de Kerma n'a pas résisté à l'appétit des pharaons de la XVIIIe dynastie. Au début du -XVe siècle, ils conquièrent toute la Nubie jusqu'au sud de la quatrième cataracte. Une occupation qui permet de contrôler un carrefour entre l'Afrique centrale, la Corne de l'Afrique et les côtes de la mer Rouge.
En archéologie le nom de Kerma désigne quatre phases de développement de cette culture :
- Kerma ancien: environ 2450-2050
- Kerma moyen: environ 2050-1750
- Kerma classique: environ 1750-1480
- Kerma final: environ 1480-1450

Les trois premières phases qui s'étalent de l'Ancien Empire (Ve dynastie) au début du Nouvel Empire (XVIIIe dynastie), sont caractérisées par une production de céramique spécifique pour chacune d'entre elles, dont l'étude permet d'établir une chronologie précise des différents sites qu'elles recouvrent, ainsi que l'étendue de l'influence du royaume sur la région et au-delà, pendant toute cette période de la haute Antiquité. La dernière période marque la transition entre la fin du royaume et l’occupation égyptienne.

### Céramique
Dans le domaine de la céramique, les traits les plus caractéristiques, partie supérieure noir lustré et partie inférieure de couleur rouge d'oxyde de fer, relèvent de pratiques plus généralement employées dans une aire très vaste, qui va jusqu'à la culture de Nagada I (3900-3500), en Haute-Égypte. On recouvrait le vase par un engobe riche en oxyde de fer, qui allait donner la couleur rouge après cuisson. Mais avant cuisson cet engobe ayant été posé, le vase était soigneusement poli, ce qui allait produire, sur la partie noire ce bel effet métallique. Pour obtenir le noir, au moment de la cuisson, on enfonçait le vase retourné dans la cendre : cette zone allait cuire en réduction, c'est ce qui allait lui donner la couleur noire. Cette technique, a cessé d'être employée, au-dessous de la deuxième cataracte, après Nagada, mais elle a continué d'être employée au-dessus de la 2e cataracte, au Sud, en Nubie, et en particulier à Kerma. La bande blanche permet de dater les céramiques de la période dite « Kerma classique » (1750-1500).

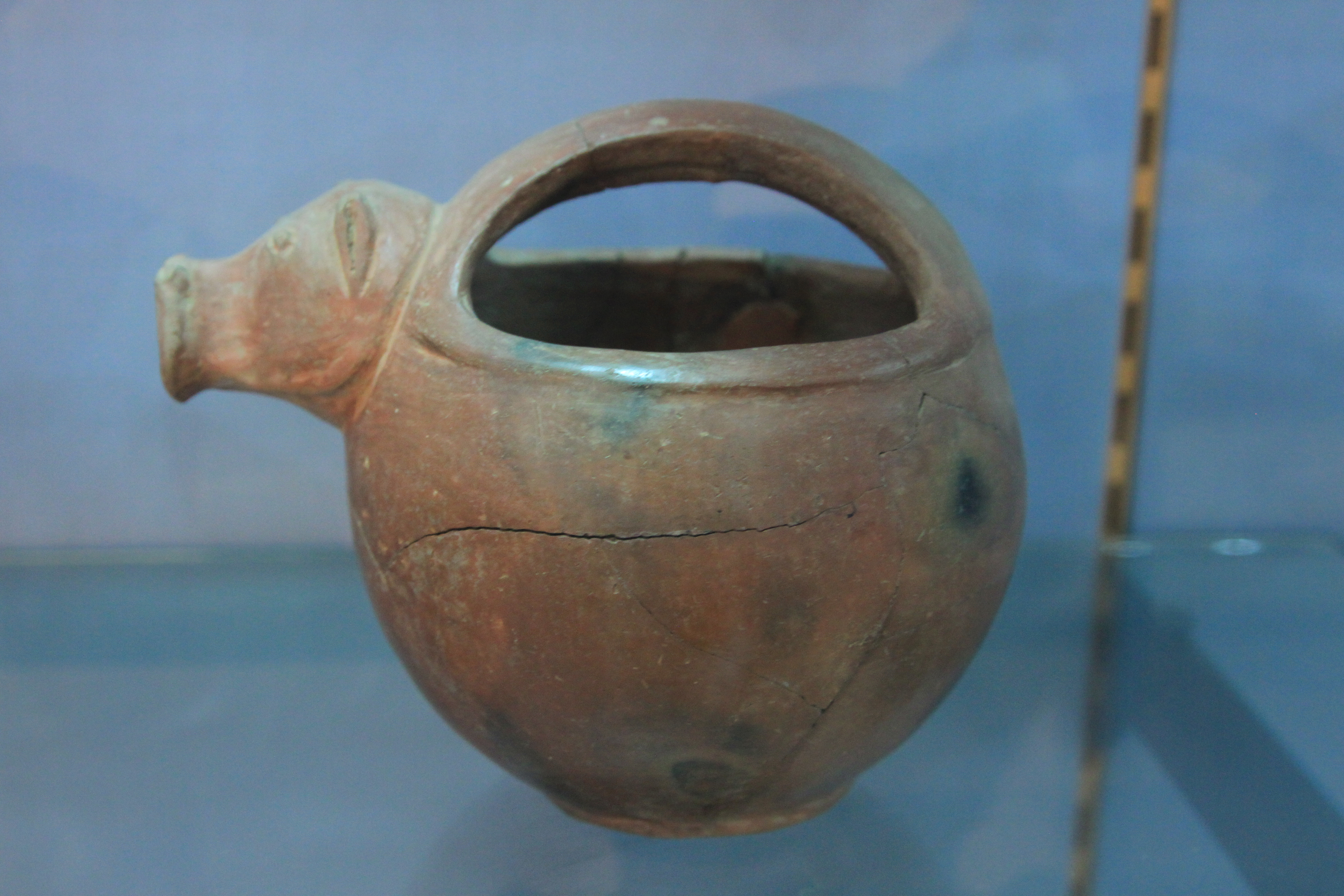
Verseuse. Musée national du Soudan
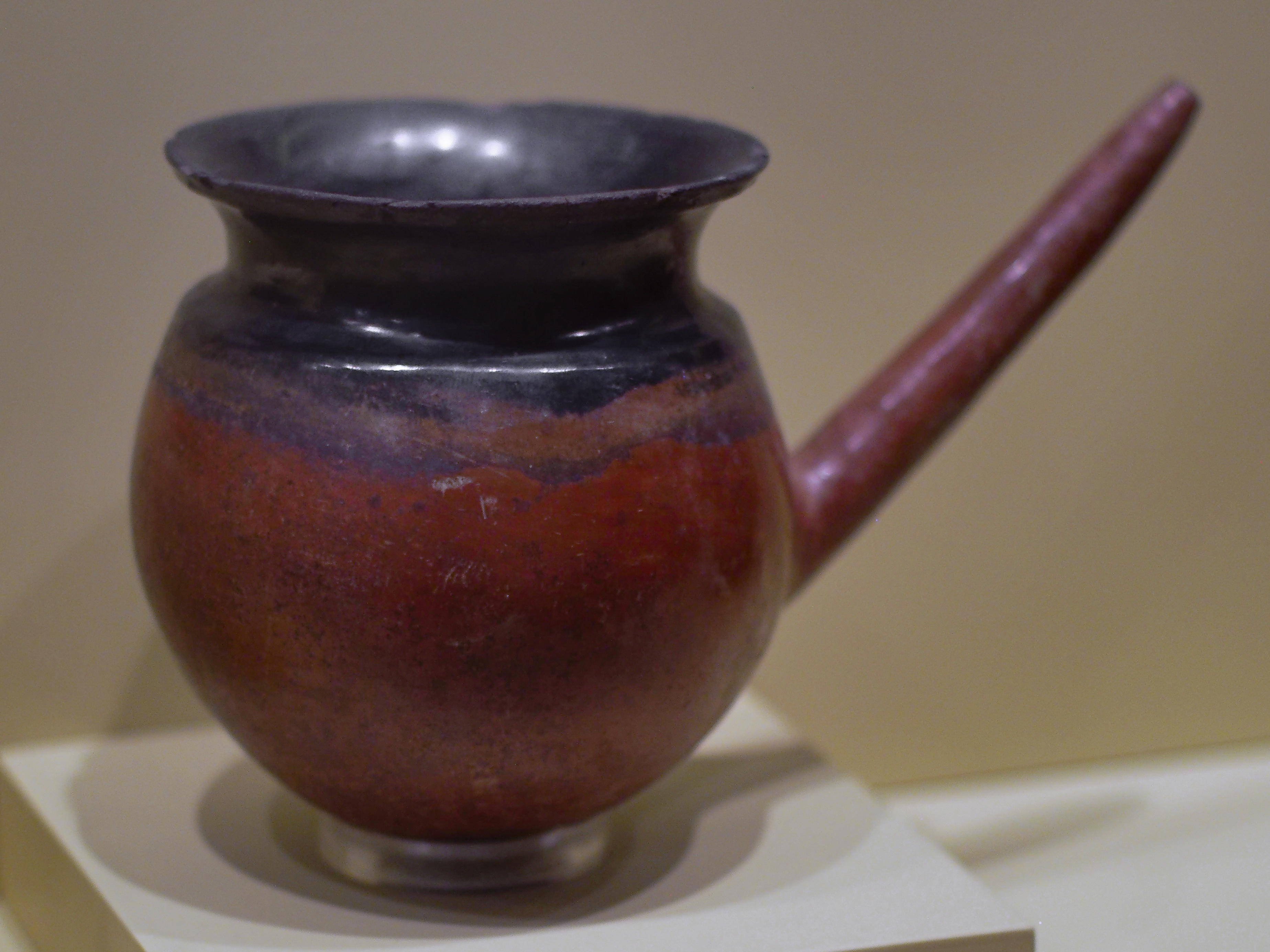
Bol à pipette. Musée archéologique national de Madrid
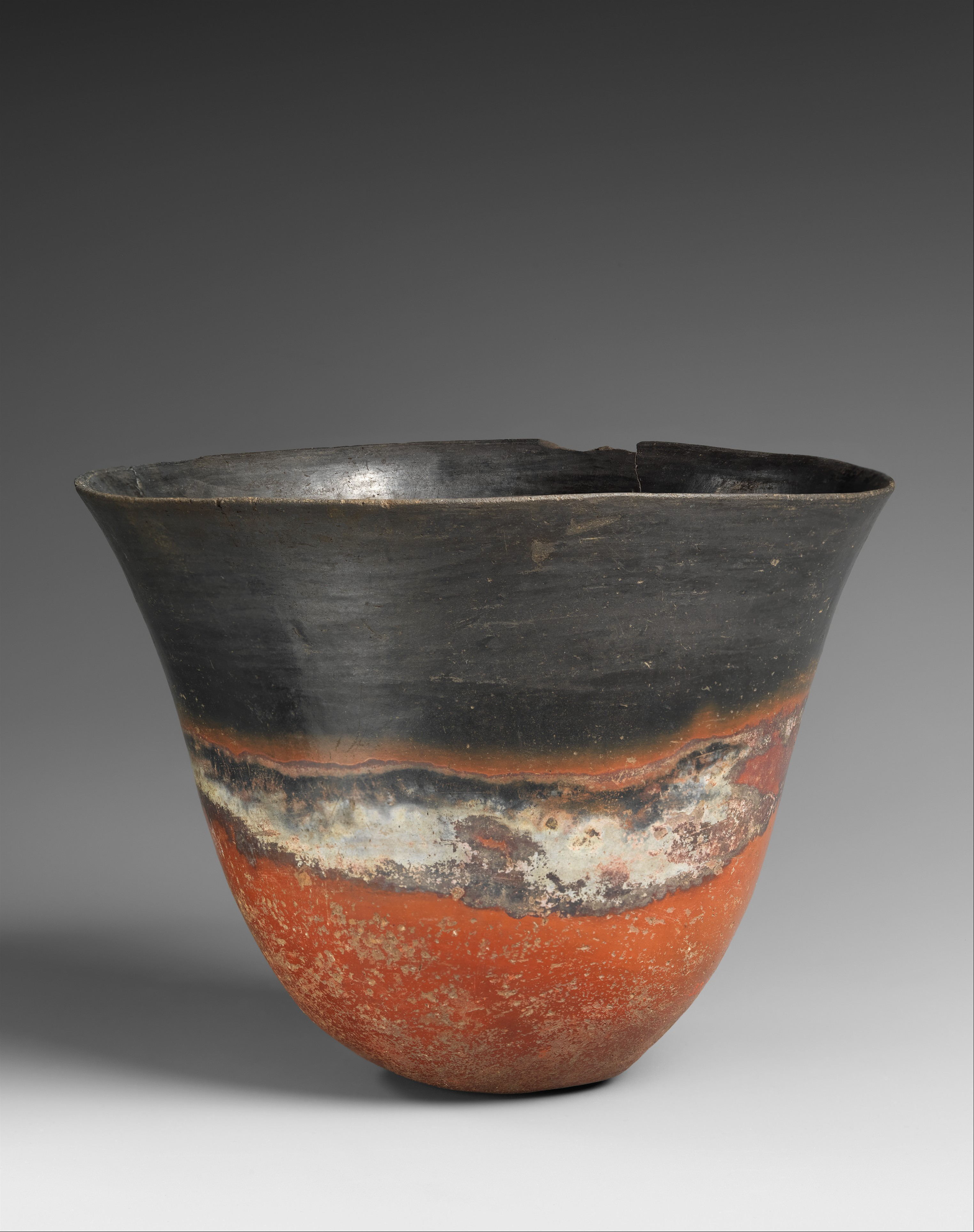
Gobelet, Kerma classique, v. 1750-1500[10]. Metropolitan Museum of Art
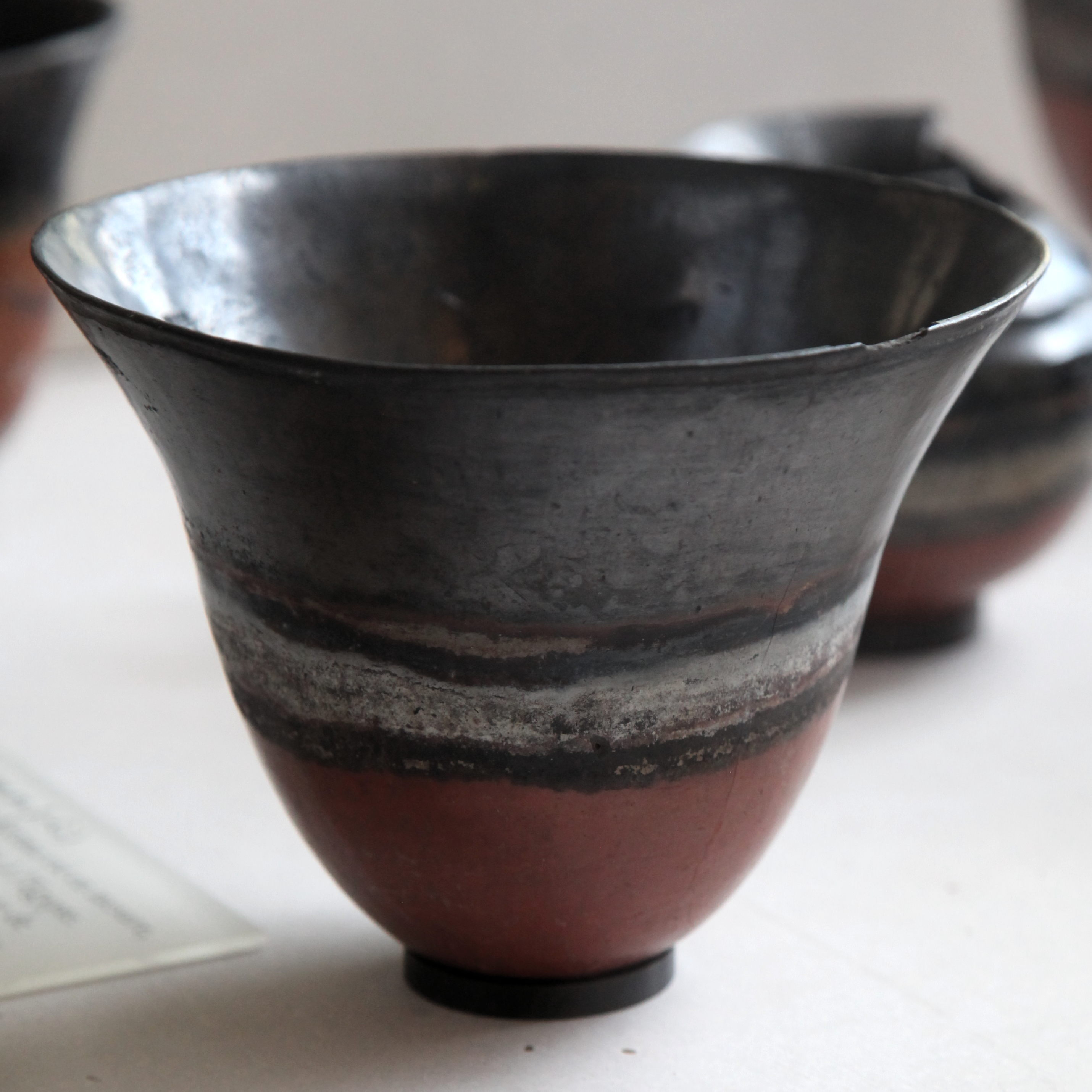
Coupe-tulipe, Kerma classique, v. 1750-1500. H 9,7 ; D 13,3 cm. Notice du Louvre
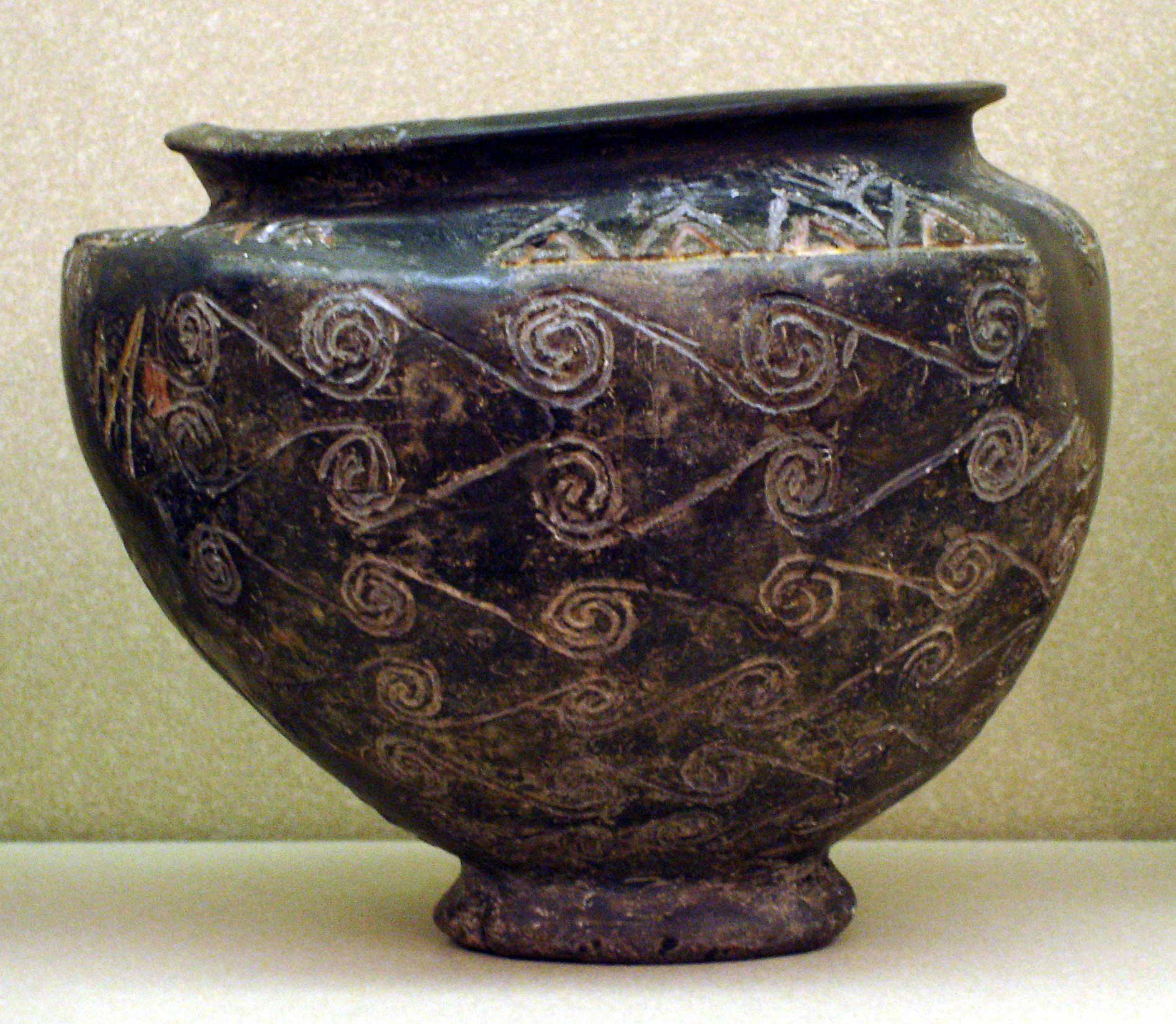
Bol à décor incisé (v. 1700-1550), Kerma. Musée des Beaux-Arts de Boston

## Linguistique
Des éléments linguistiques indiquent que les peuples Kerma parlaient des langues afro-asiatiques de la branche couchitique,. Le nobiin (nubien) contient aujourd'hui un certain nombre de mots clés liés au pastoralisme qui sont d'origine couchitique orientale. Ceci suggère que les populations du Kerma — qui, avec la culture du Groupe C, habitaient la vallée du Nil juste avant l'arrivée des premiers locuteurs nubiens — parlaient des langues chamito-sémitiques.

## Anthropologie
L'analyse craniométrique des fossiles de Kerma a montré qu'ils étaient morphologiquement proches des Égyptiens prédynastiques de Nagada (4000-3200 avant notre ère) qui eux-mêmes sont étroitement apparentés à d'autres populations afro-asiatiques de la corne de l'Afrique. Les Kermans étant plus éloignés des Égyptiens dynastiques de Gizeh (-323/330) et des Égyptiens prédynastiques de Badari (-4400/-4000), à 300 km plus au Nord de Nagada.

## Le site révélateur de l'histoire
La ville a été fouillée entre 1977 et 2002 par la mission archéologique suisse au Soudan.

### Mésolithique et Néolithique
Ce site, du cours moyen du Nil soudanais, occupe, à cette époque une vaste plaine propice à l'agriculture et favorable à la sédentarisation de populations qui migrèrent dans la région dès le Mésolithique.
Le Nil ayant eu plusieurs cours situés plus à l'est de l'actuel, on rencontre à environ 10 km plus à l'est du site de pré-Kerma, un site, Boucharia, qui a apporté des témoins de l'émergence précoce de la poterie sur le continent africain, vers le IXe millénaire AEC. De la poterie non néolithique.
Sur un ancien bras du Nil qui s’écoulait à une dizaine de kilomètres à l’est du cours actuel, les sites d'El Barga (7500-5500) et Kadruka (5000-4000) ont livré plus d'une centaine de sites, avec des habitats et des cimetières. Toutes ces formes d'occupation se sont réparties en chapelets le long du cours d'eau. En particulier le site d'El Barga a révélé, un fonds de cabane mésolithique (7500-7200) et un cimetière de 41 tombes (entre 7800-7000). « Sur le même site mais plus au sud, un cimetière néolithique composé de 103 tombes, datées entre 6000 et 5500 av. J.-C. constitue aujourd’hui le premier cimetière néolithique connu sur le continent ».
Après une occupation mésolithique et néolithique constante (cimetières néolithiques de Kadruka) dans la région de Kerma, « un changement » est intervenu au début du quatrième millénaire « entraînant l’abandon ou le déclin des coutumes funéraires existantes, accompagné d’une délocalisation des sites ». Cette période correspond au développement du Prédynastique en Égypte, et cette proximité temporelle, singulière, reste inexpliquée en 2011.

### IVeet première moitié duIIIemillénaire
L’agglomération pré-Kerma (3500-2500 AEC) apparait au milieu du quatrième millénaire avant notre ère à environ 5 km. à l'est de Kerma, et au centre de sa nécropole orientale. Les populations pratiquent l'élevage et se déplacent encore. Mais ce site indique le passage vers une sédentarité qui sera conditionnée par l'agriculture. Cette première agglomération se distingue par son architecture, issue d'une tradition d'Afrique noire : on y décèle l'emprise des palissades ainsi que des contreforts composés de pieux et de terre rapportée, organisés en arc de cercle ou en rangées parallèles. Ces palissades et contreforts ceinturent les huttes d'habitations, quelques bâtiments rectangulaires et les enclos à bétail ainsi que les fosses de stockage ou greniers enterrés. Plus surprenant à cette époque, on a la trace, nette, sur 200 m d'une fortification, large de 8 m.
Au milieu du troisième millénaire, la cité de Kerma est déjà très étendue. Une rue est à l'origine de la ville. Dans un sens, elle se dirige vers le port de Kerma, sur le Nil, dans l'autre sens, elle allait vers une autre ville, à 1 km, Doukki Gel où les derniers bâtiments découverts laissent à penser à une « influence » de l'Afrique centrale.
La ville s’est d’abord développée autour des résidences des puissants chefs du clan, qui contrôlaient la région et son commerce. Vers -2400, la ville est centrée autour d’un monumental édifice cultuel bâti en briques crues, nommé, aujourd'hui, la Deffufa. Il y a, en fait, deux Deffufa (« construction faite par l'homme ») à Kerma. La Deffufa occidentale a traversé 40 périodes de reconstruction. Elle a eu de nombreuses formes différentes qui ont été englobées par les reconstructions successives. À la fin de la période classique, elle a eu l’apparence d’un temple égyptien
D’un plan rectangulaire de cinquante mètres de côté sur trente, pour une hauteur de plus de vingt mètres encore aujourd’hui, la Deffufa occidentale se trouve au centre d’une vaste enceinte également en brique, qui délimite un espace de plus de vingt hectares dans lequel plusieurs enclos contenaient d’autres structures : des habitats spacieux, des chapelles secondaires, des greniers, des ateliers et autres édifices caractéristiques d’une société organisée et hiérarchisée.
Les sépultures de l'époque ont livré un grand nombre d'objets manufacturés attestant le développement de la métallurgie du cuivre mais aussi du bronze, de l'artisanat en ébénisterie et en ivoire. Enfin, la production d'une céramique caractéristique de la région a permis d’établir plusieurs phases de datation du développement de Kerma et de sa civilisation.

### Fin duIIIemillénaire
À la fin du troisième millénaire, les architectes remplacent peu à peu les matériaux organiques qui constituent les bâtiments officiels par de la brique, conservant par tradition les formes et proportions du plan initial. Des structures palatiales sont construites et le temple de la ville s'étend.
Les sépultures royales, beaucoup plus imposantes, comportent outre un riche mobilier funéraire, des tombes subsidiaires destinées à l'aristocratie d'alors. Ces tombes révèlent également que l'entourage immédiat du roi est « sacrifié » le jour de ses funérailles. Par cette pratique rituelle, il reçoit donc le « privilège » d'accompagner son souverain dans l'au-delà.

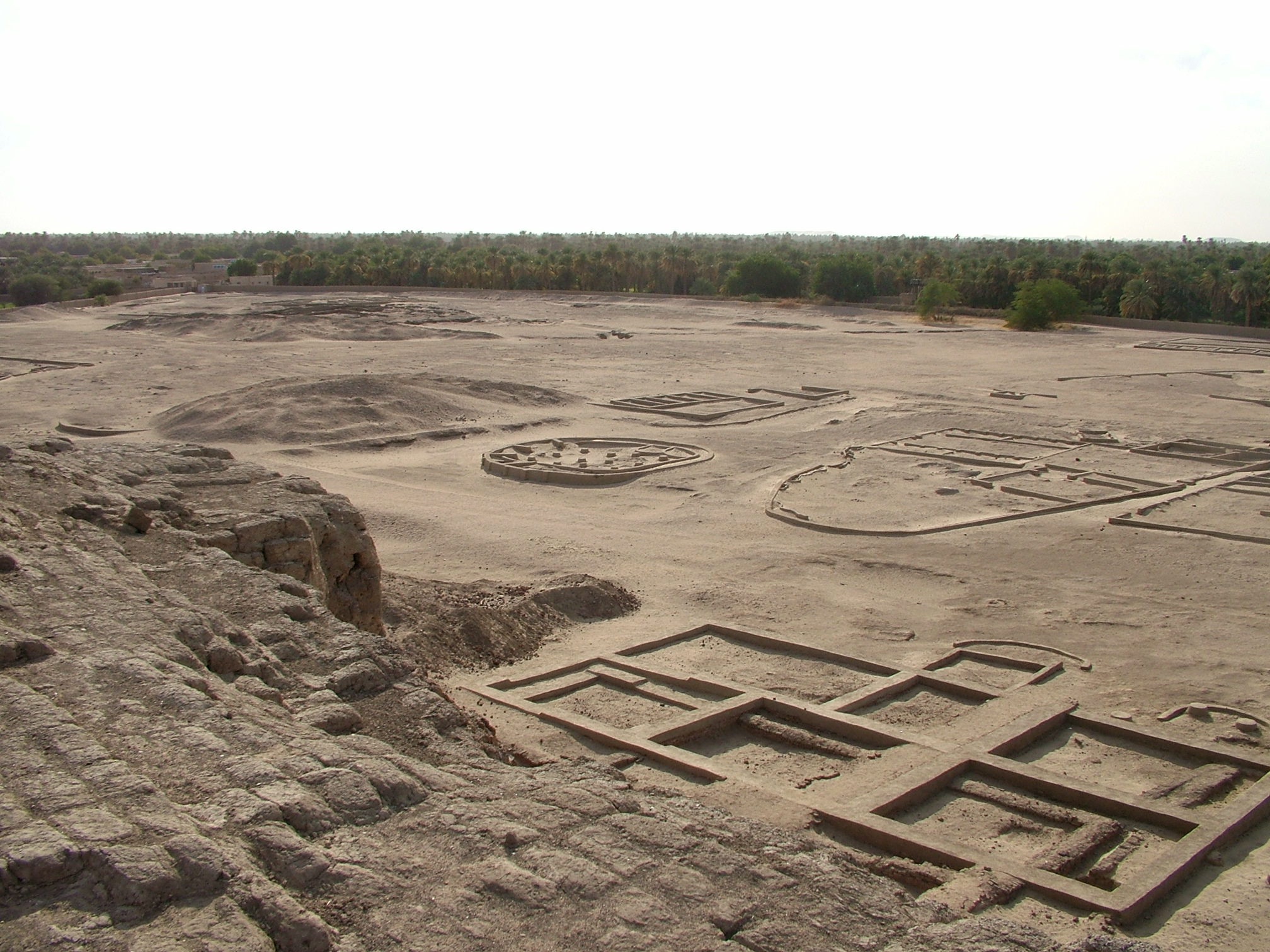
Vue de la partie occidentale de Kerma, depuis le sommet de la Deffufa. De nombreux murs sont bien visibles.

Le site de Kerma est alors en plein essor et de nombreuses constructions attestent l'existence d'une élite organisée autour de la monarchie. Kerma finit de soumettre l'ensemble de la région. Dès lors le royaume nubien et sa capitale représentent un danger pour les expéditions commerciales égyptiennes. Déjà à la fin de l’Ancien Empire, les expéditions menées par les nomarques d’Assouan font état de ces risques qu’il y avait à vouloir traverser la région sans compter avec les populations nubiennes. Néanmoins, les rapports avec l'Égypte sont, en général, harmonieux. Le commerce concerne l'or, l'ivoire, l'ébène et la gomme.
Cette situation engendra au Moyen Empire de fréquents conflits et l'extension du domaine égyptien au-delà de la seconde cataracte. Ils verrouillent leur position par de puissantes forteresses qui s'édifièrent le long du parcours du Nil en amont d'Assouan. En réaction, on assiste à Kerma à l'édification de puissantes murailles en briques protégeant la cité. Fossés, tours, poternes, tout l'arsenal des défenses fortifiées démontrent que le royaume entendait défendre sa place face à l'appétit grandissant de son voisin du nord.
Signe des temps, les sépultures contemporaines ont livré tout un arsenal qui accompagnait les défunts dans leur mort.
Pendant un temps l'équilibre des forces semble garantir à la capitale nubienne une certaine impunité et prospérité. À l'issue du Moyen Empire, il est d'ailleurs attesté que le royaume de Kerma a poussé son avantage jusqu'en Haute-Égypte, allant même jusqu'à passer une alliance avec les Hyksôs qui contrôlaient le delta du Nil. On a retrouvé un grand nombre d'objets d'origine égyptienne dans les fouilles de la cité, reliques probables de pillages que les troupes nubiennes ont ramenées dans leur capitale.

### Guerre et occupation égyptienne au milieu duIIemillénaire
Cette alliance de la dernière chance ne suffit pas toutefois à éviter la réaction du royaume de Thèbes qui peu à peu gagne en puissance. Il parvient à repousser les coalisés et à reconquérir le terrain perdu au nord comme au sud inaugurant les grandes conquêtes de la XVIIIe dynastie. Dès les premiers règnes, les efforts sont alors concentrés sur la Nubie et les troupes de Pharaon mettent à sac toute la région.
Thoutmôsis Ier (r. 1504-1492) met le siège devant la capitale nubienne, qui cède à la pression. Les Égyptiens rasent ses fortifications, incendient ses maisons et pillent le palais royal et les temples de la cité. La cité et son royaume ne s’en relèveront pas.

### Le Royaume de Koush / Kerma
Le Royaume de Kerma fut la première civilisation à unir les différentes régions de la Nubie, pays de l'or, et a tôt attisé les convoitises des pharaons, qui y multiplièrent les expéditions militaires et commerciales. Après le réveil de l'Égypte sous le Nouvel Empire, les troupes égyptiennes se sont étendues au sud. Sous le règne de Thoutmôsis Ier, vers -1520, toute la Nubie du nord était annexée.
Sous Thoutmôsis Ier, l'Égypte a fait plusieurs campagnes au sud. Cela a finalement abouti à l'annexion de la Nubie (Kerma / Koush) vers -1504. La situation s'inversera bien plus tard avec l'épisode des pharaons nubiens. Après la conquête, la culture Kerma fut de plus en plus « égyptienne », mais les rébellions se poursuivirent pendant 220 ans (jusqu'à environ -1300). Pendant le Nouvel Empire, le royaume de Kerma / Koush est devenu une province clé de l'Empire égyptien, économiquement, politiquement et spirituellement. De grandes cérémonies pharaoniques eurent lieu à Gebel Barkal près de Napata, et les lignées royales des deux régions semblent s'être mariées. L'étendue de la continuité culturelle et politique entre le royaume de Kerma et le royaume de Koush est difficile à déterminer au plan chronologique. Le royaume de Koush, plus égyptien, émergea, peut-être de Kerma, et retrouva l'indépendance de la région vis-à-vis de l'Égypte au cours de la Troisième Période intermédiaire (-1085 / -750). Se constitua alors dans le bassin du Nil moyen un « empire koushite » qui allait perdurer durant quelque mille ans. Cette période est traditionnellement divisée en deux époques : celle de Napata, qui a duré de -750 à -300, et celle de Méroé, qui a duré de -300 à 340. Initialement, les rois kouchites continuèrent à utiliser Kerma pour les enterrements royaux et les cérémonies spéciales, ce qui suggère une certaine connexion. De plus, l'aménagement des enceintes funéraires royales de Kerma et de Napata (la capitale de Koush) est conçu de la même manière. Des caches de statues des pharaons de Koush ont également été découvertes à Kerma, suggérant que les dirigeants napatéens reconnaissaient un lien historique fort entre leur capitale et Kerma.